# نی پارابیا
نی پارابیا (به پرتغالی: Emanoel Vilanez Fernandes de Souza) مهاجم اهل برزیل است که در شهر Guarabira و در تاریخ ۲۵ دسامبر ۱۹۸۲ به دنیا آمده‌است.
نی پارابیا در تیم‌های فوتبال Desportiva Guarabira سابقهٔ حضور دارد.